# Fuente de los Mascarones

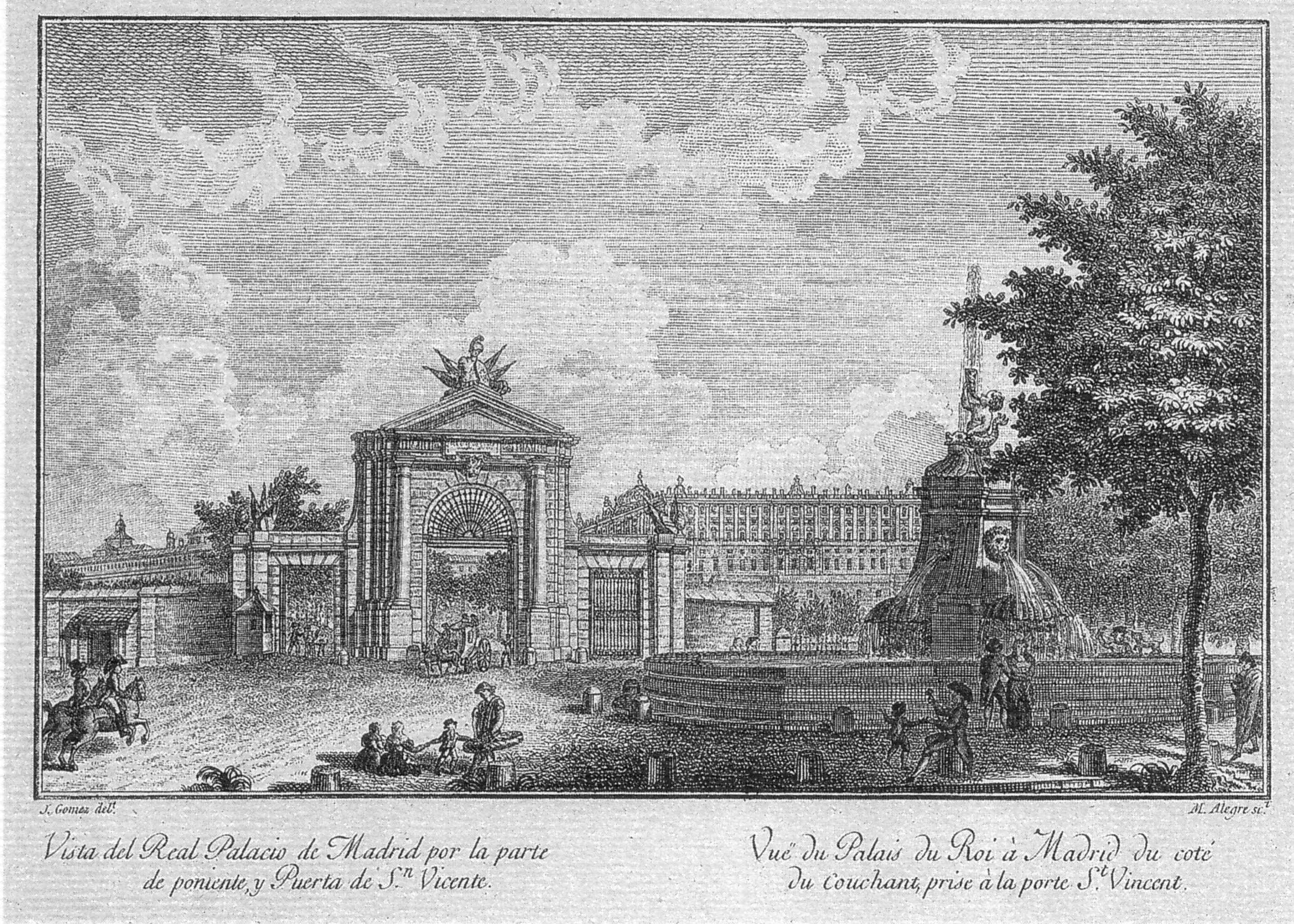
Vista del Palacio Real de Madrid y Puerta de San Vicente, hacia 1790, según dibujo de José Gómez de Navia, grabado por Manuel Alegre. Museo de Historia de Madrid.

La Fuente de los Mascarones fue una fuente de la ciudad de Madrid situada en el glorieta de San Vicente frente a la Puerta de San Vicente y ya desaparecida. Diseñada por Sabatini y realizada por el escultor Francisco Gutiérrez hacia 1775, fue desmontada en 1871 "cuando se construyó el Asilo de Lavanderas".

## Descripción

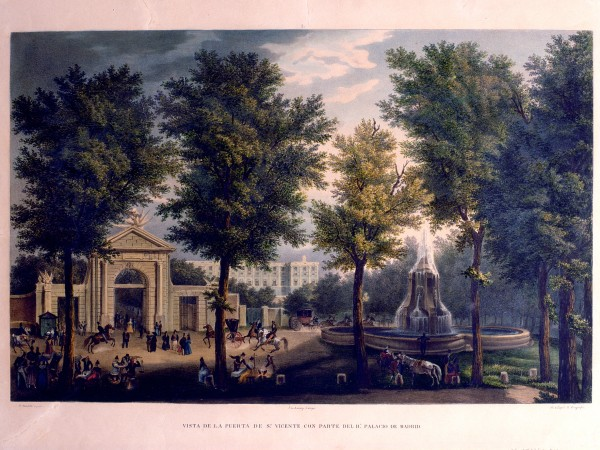
Dibujo de Ferdinando Brambilla en 1833, según litografía de Andreas Pic de Leopold. Representa una panorámica de la Puerta de San Vicente, con la entrada a Madrid por el nuevo paseo de la Florida, embellecida con el nuevo ingreso trazado por Sabatini en 1775. A la derecha, la fuente de los Mascarones, diseñada también por Sabatini y decorada con esculturas de Francisco Gutiérrez, obra desaparecida. Al fondo, la fachada occidental del Palacio Real. Colección de estampas del Museo de Historia de Madrid y Ministerio de Hacienda español, a cuya colección pertenece.

Popularmente conocida con el nombre de el Niñote, la fuente aparece representada en diversos grabados y pinturas de la época. Monumental y exenta, presenta una estructura barroca piramidal tallada en granito y piedra caliza. En su base, se asienta sobre un pilón trilobulado sobre el que descansan cuatro grandes veneras o conchas colocadas boca. En su eje central se asienta el cuerpo con los cuatro mascarones que arrojando agua por sus bocas simbolizan cuatro ríos. Al igual que las cuatro fuentes pequeñas que Ventura Rodríguez diseñó para el Paseo del Prado, toda la estructura está rematada con la figura de un niño que cabalga un delfín y sopla el cuerno de una caracola por la que sale un chorro de agua. Este detalle, descrito por Pascual Madoz en su Diccionario geográfico-estadístico-histórico de España y sus posesiones de ultramar (1845), aparece destacado en el cuadro de José del Castillo La bollera de la fuente de la Puerta de San Vicente, pintado alrededor de 1780 y conservado en el Museo del Prado.
Uno de los últimos documentos gráficos en donde aparece la fuente de los Mascarones es una fotografía de Alfonso Begué realizada en 1864. Fue desmontada para dejar espacio al Asilo de Lavanderas, inaugurado en 1872, y aunque la intención original fue trasladarla a la Casa de Campo, al parecer fue destruida o 'perdida'.